# Momence (Illinois)
Momence – miasto w Stanach Zjednoczonych, w stanie Illinois, w hrabstwie Kankakee.